# Ponten
De Ponten is een 2045 meter hoge berg in de deelstaten Beieren (Duitsland) en Tirol (Oostenrijk).

## Geografie
De Ponten maakt deel uit van de Allgäuer Alpen. Ten westen van de berg bevindt zich de Bschießer en in het oosten ligt de Zirleseck. De Ponten maakt deel uit van de bergkam Rauhhornzug.